# Antodice fasciata
Antodice fasciata är en skalbaggsart som beskrevs av Linsley 1935. Antodice fasciata ingår i släktet Antodice och familjen långhorningar. Inga underarter finns listade i Catalogue of Life.